# Liste der FFH-Gebiete im Landkreis Neu-Ulm
Die Liste der FFH-Gebiete im Landkreis Neu-Ulm zeigt die FFH-Gebiete des schwäbischen Landkreises Neu-Ulm in Bayern. Teilweise überschneiden sie sich mit bestehenden Natur- und Landschaftsschutzgebieten und EU-Vogelschutzgebieten.
Im Landkreis Neu-Ulm befinden sich vier FFH-Gebiete. Eines davon, das FFH-Gebiet Donau-Auen, hat nur einen kleinen Flächenanteil im Landkreis Neu-Ulm und erstreckt sich weiter nach Osten in die Landkreise Günzburg und Dillingen hinein.
| Donau-Auen zwischen Thalfingen und Höchstädt  |    | 7428-301 WDPA: 555521928 | Landkreis Dillingen an der Donau, Landkreis Günzburg, Landkreis Neu-Ulm |  | ⊙ | 5.798,00 |  |
| Naturschutzgebiet 'Wasenlöcher bei Illerberg' | BW | 7726-302 WDPA: 555522006 | Landkreis Neu-Ulm                                                       |  | ⊙ | 69,00    |  |
| Obenhausener Ried und Muschelbäche im Rothtal | BW | 7726-372 WDPA: 555522009 | Landkreis Neu-Ulm                                                       |  | ⊙ | 399,08   |  |
| Untere Illerauen                              |    | 7726-371 WDPA: 555522008 | Landkreis Neu-Ulm                                                       |  | ⊙ | 834,10   |  |
| Legende für Fauna-Flora-Habitat               |    |                          |                                                                         |  |   |          |  |